# Ranko Marinković
Ranko Marinković, hrvaški književnik, * 22. februar 1913, Vis, † 28. januar 2001, Zagreb.

## Življenjepis
Ranko Marinković se je rodil v revni družini na Visu, kjer je obiskoval osnovno šolo. Gimnazijo je obiskoval v Splitu in v Zagrebu. Po gimnaziji se je vpisal na Filozofsko fakulteto v Zagrebu, kjer je študiral psihologijo, a bolj ga je privlačil študij romanske literature. Že takrat je kazal zanimanje za gledališče.
Drugo svetovno vojno je preživel v italijanskem taborišču Ferramonte v Kalabriji. Po kapitulaciji Italije je odšel v Bari. Od tam je pobegnil v El Shatt v Egiptu. Leta 1945 se vrne v domovino in začne delovati na kulturnem in političnem področju (na Ministrstvu za kulturo LR Hrvaške in v Nakladnem zavodu Hrvatske). Med letoma 1946 in 1950 je bil direktor Drame Hrvaškega narodnega gledališča, od leta 1951 pa je delal kot profesor na Akademiji za gledališko umetnost v Zagrebu, kjer je ostal do upokojitve.
Po razpadu Jugoslavije sodeluje s Franjom Tuđmanom in postane član HDZ-ja.
Po njem se imenuje tudi Nagrada »Ranko Marinković«, ki jo podeljuje Večernji list za najboljšo kratko zgodbo.

## Dela
Njegovi najbolj poznani deli sta drama Glorija, v kateri kritizira katoliško cerkev in roman Kiklop, ki delno avtobiografsko opisuje dogajanje v Zagrebu pred nemškim napadom na Jugoslavijo (1941). Po romanu Kiklop je bil leta 1982 posnet film, ki ga je režiral Antun Vrdoljak.

## Nagrade
- Velered kralja Dmitra Zvonimira, 1995
- Nagrada Vladimirja Nazorja, 1965